# Cayo Largo del Sur
Cayo Largo Del Sur, auch einfach Cayo Largo (deutsch „lange Insel“), ist mit 25 km Länge und 3 km Breite die zweitgrößte Insel des kubanischen Canarreos-Archipel im Karibischen Meer.
Die größte Insel des Archipels ist die Isla de la Juventud. Kolumbus soll auf seiner zweiten Reise 1494 die Insel besucht haben. Piraten diente sie als Versteck und Stützpunkt.
Die Insel besteht aus Ooid-Kalkstein, der in einer flachen Lagune abgelagert wurde. Die westlich gelegenen Korallenriffe sind die Hauptattraktion für den beherrschenden Tauchtourismus. Weiterhin locken kristallklares Wasser, weiße Sandstrände und zu beobachtende Wildtiere Touristen nach Cayo Largo.
Auf Cayo Largo leben keine Einheimischen, da die Arbeiter der Hotels nach ca. 20 Tagen wieder zu ihren Familien auf die Nachbarinseln zurückkehren.
Cayo Largo besitzt einen eigenen Flughafen mit einer ca. 3 km langen Landebahn und eine Fährverbindung zur Isla de la Juventud und zum kubanischen Festland.
Der Norden der Insel ist mit Mangroven und Salzsümpfen bedeckt.